# Klinte och Follingbo
Klinte och Follingbo är två av SCB avgränsade och namnsatt småorter i Gotlands kommun. De omfattar bebyggelse i byarna Klinte, Nygård och Hagvards i Follingbo socken, belägna cirka åtta kilometer sydöst om centralorten Visby nära länsväg 143 mellan Visby och Roma. De två småorterna har namnen Klinte och Follingbo södra och Klinte och Follingbo norra.
Någon kyrkby har inte funnits i Follingbo, och dagens småorter omfattar bland annat Prästgården, Nygårds, Klinte och Hagvards.
I Follingbo återfinns Follingbo kyrka från 1200-talet.